# Posušje
Posušje je općina i naselje u Županiji Zapadnohercegovačkoj u Bosni i Hercegovini, koja zauzima površinu od 461 km². Prema popisu stanovništva iz 2013. ima 20.477 stanovnika, od kojih su preko 99 % Hrvati, što znači da je Posušje, uz Grude, općina s najvećim postotkom Hrvata od svih područja gdje žive Hrvati općenito. Posušje je također jedna od najmlađih općina uz Bužim u BiH kako tvrdi popis stanovništva BiH iz 2013. g.[nedostaje izvor]

## Zemljopis
Posušje je udaljeno 29 km od Širokog Brijega, 54 km od Mostara, 10 km od Imotskog te 51 km od Makarske.
Posuški kraj obuhvaća četiri stepeničasto poredane krške zaravni (Posuško i Virsko polje, Tribistovo, Rakicki biser te planinsko područje oko Blidinjskog jezera) i nalazi se na raskrižju putova: Mostar – Imotski – Split, Mostar – Tomislavgrad – Livno te Ploče – Ljubuški – Grude – Rama – Uskoplje – Travnik (Put spasa u izgradnji). Mjesto je brdsko-planinskog reljefa. Nalazi se jugozapadno od gore Radovanj, posuški kraj je sa sjevera omeđen s planinama i brdima od 900 do 1400 metara (Zavelim, Radovanj, Plejin vrh, Kušanovac, Starka,  Kljenak itd.) Dok su s juga uglavnom brda do 800 metara koja Posušje dijele od Imotsko-bekijskog polja.

## Klima
U posuškom gradskom naselju i na Posuškom polju zastupljena je klima koja ima elemente 2 različite klime. U Posušju se po definicijama FHMZ-a osjete elementi izmijenjene jadranske i pretplaninske-martimne te se donji kraj Posušja nalazi na koti prelamanja tih dvaju klima. Srednja siječanjska temperatura je oko 1 °C dok je srpanjska oko 20 °C. Prosječna godišnja temperatura iznosi 10,6 °C.
Klimu u Posušju također određuje puno faktora: blizina i utjecaj zračenja Jadranskog mora, nadmorska visina, tlo i blizina velikih planina. Klima u Posušju je i specifična rasporedom dijelova općine. I dok obližnji Imotski te Grude imaju blagu izmijenjenu jadransku klimu, u samom Posušju prevladava submediteranski tip klime blizak pretplaninskoj martimnoj klimi, iz smjera Širokog Brijega i Imotsko-bekijskog polja (odnosno doline Neretve) dopire topli zrak te ublažuje zimi temperature, planina Biokovo kao prirodni zid između mora i kopna dijelom sprječava dotok toplog sredozemnog zraka, s planinskih masiva Čvrsnice i Vrana dopiru hladne kontinentalne struje, planinski masivi Biokova, Vrana i Čvrsnice znatno utječu na klimatske prilike u tom dijelu Hercegovine, tako da Vran, Biokovo i Čvrsnica u zimskim mjesecima imaju utjecaj na klimu u Posušju te je čine oštrijom, u sjevernom dijelu općine, od vrhova Radovnja i dalje na područjima Rakitna, Tribistova, te Blidinja prevladava planinska i pretplaninska martimna klima (umjereno planinska) tako da se može sa sigurnošću reći da se Posušje nalazi na prirodnoj granici između izmijenjene mediteranske i pretplaninske martimne klime, Posuško polje na kojem leži grad Posušje se i označva kao prijelaz između agarnog, mediteranskog kraja u gornjački, planinski kraj. Ljetni dani su vrući i ponekad sušni a noći ugodne, zime oštre s jakim vjetrovima te snježnim padalinama koje se javljaju između studenog i travnja te kišnim koje se obilno javljaju najviše između listopada i svibnja. Proljeća su hladnija od jeseni.

## Biljni i životinjski svijet
Na Posuškom polju i na južnim padinama Radovnja su zastupljene šume hrasta medunca i cera česti je i crni jasen pa i crni bor, prisutni su također javor gluhač, mukinja, crni i bijeli grab. Najčešće nisko raslinje su lijeska, glog, drača. Na pojedinim ekspozicijama prisutne su i šume crnog i bijelog bora. Na Radovnju na velikim visinama (preko 1000 metara) raste hrast koji je poznat po tome da zadnji ozeleni u Europi. Na plodnim i najviše sjevernim stranama Radovanja (Snižnica i Triskavac) javljaju se sastojine mezijske bukve. Na Štitaru (Bosiljna) raste industrijski kvalitetna bukva. Na planinskom području Blidinja raste endemska vrsta bora munike. U velikom dijelu posuškog kraja (izuzev Podbile) radi specifične klime ne uspijeva voće tipično za primorske i mediteranske krajeve kao npr. loza žilavka, mandarina i maslina. Vukovi i lisice se često spuštaju s okolnih brda i planina u posuška sela pa čak i u sam grad i čine štetu, zec je prirodno nastanjen na Posuškom polju. U sjevernim dijelovima općine je nastanjen i medvjed.

## Nadmorska visina
Grad Posušje je smješten na 600 – 680 metara nadmorske visine, Posuško polje se nalazi na nadmorskoj visini od 570 – 640 m, Virsko polje na oko 520 m, Rakitno na oko 900 m, vrh planine Čvrsnice zvan Pločno iznosi 2228 m, te područje Blidinjeg jezera na oko 1050 m.n.v i više.

## Stanovništvo

### Popisi 1971. – 1991.
| Stanovništvo općine Posušje |                  |                  |                  |
| godina popisa               | 1991.            | 1981.            | 1971.            |
| Hrvati                      | 16.963 (99,00 %) | 16.298 (99,04 %) | 16.778 (99,38 %) |
| Srbi                        | 9 (0,05 %)       | 34 (0,20 %)      | 58 (0,34 %)      |
| Muslimani                   | 6 (0,03 %)       | 15 (0,09 %)      | 15 (0,08 %)      |
| Jugoslaveni                 | 26 (0,15 %)      | 71 (0,43 %)      | 8 (0,04 %)       |
| ostali i nepoznato          | 130 (0,75 %)     | 37 (0,22 %)      | 23 (0,13 %)      |
| ukupno                      | 17.134           | 16.455           | 16.882           |

#### Posušje (naseljeno mjesto), nacionalni sastav
| Posušje            |                |                |                |
| godina popisa      | 1991.          | 1981.          | 1971.          |
| Hrvati             | 3838 (98,08 %) | 2654 (96,93 %) | 1573 (96,56 %) |
| Srbi               | 8 (0,20 %)     | 13 (0,47 %)    | 40 (2,45 %)    |
| Muslimani          | 4 (0,10 %)     | 5 (0,18 %)     | 4 (0,24 %)     |
| Jugoslaveni        | 26 (0,66 %)    | 49 (1,78 %)    | 7 (0,42 %)     |
| ostali i nepoznato | 37 (0,94 %)    | 17 (0,62 %)    | 5 (0,30 %)     |
| ukupno             | 3.913          | 2.738          | 1.629          |

### Popis 2013.
| Stanovništvo općine Posušje |                  |
| godina popisa               | 2013.            |
| Hrvati                      | 20.424 (99,74 %) |
| Srbi                        | 5 (0,02 %)       |
| Bošnjaci                    | 2 (0,01 %)       |
| ostali i nepoznato          | 46 (0,22 %)      |
| ukupno                      | 20.477           |

| Posušje – naseljeno mjesto |                |
| godina popisa              | 2013.          |
| Hrvati                     | 6243 (99,63 %) |
| Srbi                       | 5 (0,08 %)     |
| Bošnjaci                   | 2 (0,03 %)     |
| ostali i nepoznato         | 17 (0,27 %)    |
| ukupno                     | 6267           |

## Naseljena mjesta
Općinu Posušje sačinjavaju sljedeća naseljena mjesta:
Bare, 
Batin, 
Broćanac, 
Čitluk, 
Gradac, 
Konjsko,
Masna Luka,
Osoje, 
Podbila, 
Poklečani, 
Posušje, 
Rastovača, 
Sutina, 
Tribistovo, 
Vinjani, 
Vir, 
Vrpolje, 
Vučipolje, 
Zagorje i 
Zavelim.

## Katolici u Posušju

### Popis katolika u Župi Posušje 1844.
Nakon prispijeća hercegovačkih redovnika, zavjetovanih i novaka, koji su prešli iz samostana u Kreševu, u okviru priprema za proglašenje samostalne hercegovačke franjevačke provincije, posuški župnik fra Ilija Skoko napravio je popis svojih župljana. Rezultati na dan 28. srpnja 1844. prikazani su u donjoj tablici.  
| Katoličko stanovništvo župe Posušje 1844. |           |              |
| naselje                                   | broj kuća | stanovništvo |
| Batin                                     | 18        | 157          |
| Broćanac                                  | 42        | 327          |
| Čitluk                                    | 39        | 328          |
| Gradac                                    | 49        | 371          |
| Jukića Mala                               | 29        | 187          |
| Osoje                                     | 25        | 143          |
| Rastovača                                 | 55        | 434          |
| Tribistovo                                | 13        | 33           |
| Vinjani                                   | 29        | 263          |
| Vir                                       | 42        | 305          |
| Zagorje                                   | 19        | 153          |
| ukupno                                    | 350       | 2601         |

### Popis Hrvata katolika u Posušju 1743.[3]
| Hrvati katolici u Posušju 1743. |           |           |         |       |                 |
| godina                          | broj sela | broj kuća | odrasli | djeca | broj stanovnika |
| 1743.                           | 8         | 173       | 1014    | 602   | 1616            |

## Uprava
Aktualni općinski načelnik je Ante Begić (HDZ BiH), dok je predsjednik općinskog vijeća Ivan Lončar (HDZ BiH).

## Povijest

### Prapovijesno doba

#### Kameno doba
Iz razdoblja starijeg (paleolitik) i srednjeg (mezolitik) kamenog doba, iz doba pračovjeka izrazito lovca i sakupljača divljih plodova, na prostoru općine Posušje nisu pronađeni tragovi čovjeka. 
U razdoblju mlađeg (neolitik) kamenog doba u južnoj Europi se znatno promijenio način života čovjeka, postao je ratar i stočar, gradi stalna naselja, javlja se keramika. Iz ovog razdoblja, i to iz njegovog starijeg podrazdoblja, na prostoru općine Posušje, postoje ostaci čovjeka, potječu s lokaliteta Vukove njive, Iličinova lazina, Prataruše i Žukovička pećina u Viru. U mlađem neolitiku na ovim je prostorima dominirala hvarsko-lisičićka kultura a njeni ostaci na prostoru općine Posušje pronađeni su na lokalitetima: Brig uz Bagarušu, Mostina (Batin), Sridnji Brig (Gradac), Uža (Gradac i Vrijovički brig (Gradac). Iz bakrenog doba (2400. – 1800. pr. Kr.), u Hercegovini je prevladavala tzv. «vrpčasta keramika», takvoj su pripadali lokaliteti: Nečajno i Trostruka gradina između Posušja i Gruda.

#### Metalno doba
Raspad neolitskih skupina i početak novog, metalnog doba, u našim je krajevima, uvjetovan u prvom redu velikom seobom Indoeuropljana koja se dogodila u zadnjim stoljećima 3. i na prijelazu u 2. tisućljeća prije Krista. Ova velika seoba se, kao i ostale i prije i kasnije, također odvijala u valovima, pa je njen treći i posljednji val, dovršio zauzimanje prostora između Save i Jadranskog mora. Od tog trenutka miješaju se kulture starosjedilaca i doseljenika, nastaju novi tipovi naselja, gradine, i izrazito zatvorene društvene zajednice. Kao tipičan primjer takve brončanodobne kulture, izdvaja se, u ovim krajevima dominantna Cetinska kultura uglavnom u srednjoj Dalmaciji, i u nekim segmentima dosta joj slična Posuška kultura, rasprostranjena uglavnom po Hercegovini, Duvanjskom polju, srednjoj i dijelu sjeverne Dalmacije. 

##### Brončano doba
U brončanom dobu je bujao život na prostoru općine Posušje u prilog čemu svjedoče i brojni lokaliteti i naselja iz ovog razdoblja na prostoru Općine, njih čak 32. 

##### Željezno doba
Željezno doba (8. st. pr. Kr. – 9. g. nakon Krista) je vrijeme završetka oblikovanja ilirskih plemenskih zajednica, njihovih doticaja putem trgovine s Apeninskim poluotokom, Grcima, i brojnim i krvavim ratovima s Rimljanima. Prostor općine Posušje je pripadao ilirskom plemenu Delmati. Delmati su bili izrazito stočarski i ratnički narod, u nizu ratova tijekom 2. i 1. stoljeća pr. Kr., pružali su otpor rimskoj državi. Ni Gaju Juliju Cezaru nije pošlo za rukom poraziti ih. Tek je to uspjelo, prvom rimskom imperatoru Oktavijanu Augustu. Rimljani su kasnije čitavu pokrajinu, mnogo veću od delmatske zemlje, nazvali Dalmacija (Dalmatia).
Iz željeznog doba na prostoru općine Posušje postoji čitav niz gradina, tipičnih naselja Delmata, a preko današnjeg Posuškog i Virskog polja se pretpostavlja da je išao važan trgovački put od trgovačke luke Narona (Vid kod Metkovića) do glavnog delmatskog centra Delminiuma u Duvanjskom polju. U prilog ovoj činjenici svjedoči novac «Drahma Dyrahija» pronađen u Viru. Arheolog Zdravko Marić je ustvrdio da se u Viru nalazi jedno od najvažnijih kulturnih nalazišta cijele delmatske zemlje. Arheolog Borivoj Čović, područje je Posušja, svrstao u «centralno ilirsko područje».

### Posušje u rimsko doba
Rimljani su, nakon što su zauzeli ove krajeve, svoja naselja razvijali u blizini prijašnjih ilirskih naselja. Naselja su povezivali svojim poznatim cestama čiji su rijetki ostaci danas vidljivi na prostoru općine Posušje. Kao siguran i potvrđen pravac dokumentirana je rimska cesta Gradac – Tribistovo – Poklečani – Petrovići. S druge strane po tvrdnjama arheologa Philippa Ballifa i Patscha, Vinjani su bili važno cestovno čvorište. Iz Vira, kao siguran ucrtan je cestovni smjer ispod Zavelima k Vinici i dalje prema Aržanu.
U vrijeme Rima na prostoru čitave općine Posušje postoje naselja, utvrde i grobišta. Od naselja je, po svemu sudeći bio najvažniji Gradac, gdje su postojale dvije utvrde i naselje, te poznata kasnoantička kršćanska bazilika (4. – 5. stoljeće), dok je na prostoru Čitluka, u Dočićima, postojala rimska villa rustica. Na prostoru Čitluka, u blizini Orlovog kuka, također se nalazila rimska utvrda kao i u Plišivici na Vinjanima, dok je u Viru takva utvrda bila na lokalitetu Gradina iznad Glavice. U Tribistovu su se nalazile dvije rimske utvrde kao i u Sutini u Rakitnu, dok je u Petrovićima postojala utvrda i bazilika. Na području Zagorja su pak pronađeni novci careva Konstantina I. i Valensa.

### Posušje u Srednjem vijeku
U 7. stoljeću su se na povijesnoj pozornici pojavili Hrvati, osnivaju svoje prve kneževine, a zatim u vrijeme Tomislava i moćnu Hrvatsko Kraljevstvo. Posušje je kao i čitava Hercegovina u ovo vrijeme pripadao Hrvatskom Kraljevstvu o čemu između ostalog svjedoče i starohrvatski grobovi oko ranokršćanske bazilike u Gracu. Treba ipak upozoriti na mizerna istraživanja vezana za razdoblje ranog srednjeg vijeka u Posušju.
U kasnijim razdobljima, razvijenog i kasnog srednjeg vijeka, Posušje je uglavnom pripadalo velikaškoj obitelji Nelipića iz Sinja, a njihova vlast se vjerojatno nad ovim krajem povremeno mijenjala s bosanskom vladarskom obitelji Kotromanića. Tako se i ime Posušje u pisanim dokumentima prvi put spominje 1378. godine u opisu sabora koji je sazvala Margareta, udovica plemića Ivana Nelipića kojeg je vlasništvo bilo i Posušje. Drugi put se Posušje spominje 1403. godine u jednom dokumentu vezanom za trgovačke odnose Dubrovčana i Bosne. Značajan je treći spomen Posušja iz 1408. godine u jednoj povelji bosanskog kralja Stjepana Ostoje gdje se Posušje naziva Župom. Tom prilikom kralj Stjepan Ostoja je Posušje darovao plemićkoj obitelji Radivojevićima. Kasnije vrijeme vezano je za slabe bosanske kraljeve i hrvatsko-ugarskog kralja Žigmunda Luksemburškog te za otpor hrvatskog plemstva prema istom kralju. Feudalna anarhija razdirala je hrvatske krajeve, pa su Osmanlije prilično lako 1463. godine zauzeli Bosnu. 
Hercegovinu su Osmanlije potpuno zauzeli 1482. godine padom Herceg Novog, no, godina pada Posušja pod tursku vlast vezana je za 1493., godinu krbavske bitke. 
Posljednje naselje Posušja koje je ujedno i posljednje u čitavoj Hercegovini palo pod Osmanlije jest Vir. Branitelji Vira imali su dobro utvrđen lanac obrambenih utvrda iznad Vira i odupirali su se sve do 1513. godine.

### Posušje pod Turcima 1513. – 1878.
Prvi spomen Hercegovačkog sandžakata potiče iz jedne vijesti s kraja veljače 1470. godine, s osmanskim osvajanjima širio se i prostor ovog sandžakata koji je bio u sastavu Rumelijskog ajaleta sve do 1580. godine kada je ušao u sastav tada novoosnovanog Bosanskog pašaluka i tako ostao do 1833. godine. Sandžake su Osmanlije dalje dijelili na manja upravna područja, kadiluke i nahije. I u posuškom kraju zavedena je uprava kao i ostalim dijelovima Osmanskog Carstva, sva zemlja postala je vlasništvo sultana koji ju je dijelio svojim zaslužnicima. Iz tog razdoblja potječe i ime naselja Čitluk. Posuški kraj je za kasnijih oslobodilačkih ratova tijekom 17. stoljeća, postao graničnim područjem između Osmanskog Carstva i Venecije, i kao takav je zadobivao velike rane.

### Austrougarska vlast i 20. stoljeće
Godine 1878., nakon hercegovačkog ustanka protiv Turaka u kojem je sudjelovao i posuški kraj, i nakon Berlinskog kongresa, austrougarska vojska, koju su većim dijelom činili Hrvati, a vodili su je i hrvatski generali Josip Filipović i Stjepan Jovanović, zauzela je Bosnu i Hercegovinu. Austro-Ugarska je uspostavila najprije protektorat, a zatim je 1908. izvršila i aneksiju Bosne i Hercegovine. Austrougarska vlast je radila na poboljšanju gospodarskih prilika u zemlji isto kao i na razvoju školstva. Tako je 1886./1887. otvorena Osnovna škola Rakitno u Poklečanima, Osnovna škola u Viru počela je s radom školske 1903./1904., nalazila se iznad Megdana, kasnije su otvarane škole u Posušju, Gracu i ostalim naseljima. Posebne zasluge za opismenjivanje posuškog stanovništva ima fra Didak Buntić. 
Godine 1918. Posušje je postalo dio Kraljevine SHS, kasnije Jugoslavie. Godine 1939. sporazumom Cvetković-Maček stvorena je Banovina Hrvatska u koju je ušao i posuški kraj. Za vrijeme NDH (1941. – 1945.), područje današnje općine Posušje podijeljeno je između dviju velikih župa; Velika župa Hum i Velika župa Lašva-Pliva.

### Domovinski rat
U Posuškom Gradcu je osnovana 1. gardijska brigada Ante Bruno Bušić.

## Gospodarstvo
U Posušju su nalazišta boksita. Međutim nakon pada Jugoslavije industrija oko boksita više nije primarna grana gospodarstva. Dolaskom demokratskog društva u Posušju naglo cvijeta uvoz robe iz stranih zemalja, tako da se danas u Posušju nalazi više zastupnika za različitu robu s kojom isti posluju u Bosni i Hercegovini pa i šire. Osim toga, u Posušju se nalaze i dvije tvornice za proizvodnju plastičnih vrećica te kablova za struju. Na visoravni iznad samog grada Posušja, u Rakitnu, razvijena mesna industrija kao i stočarstvo. U Posušju se nalazi i punionica mlijeka Meggle. 

## Poznate osobe
- Slavo Kukić, bosanskohercegovački sociolog
- Grgo Martić, hrvatski franjevac, sakupljač narodnih pjesama, pjesnik, preporodni književnik, kulturni i politički djelatnik
- Ivan Mustapić, hrvatski atletičar
- Silvije Begić, hrvatski nogometaš

## Spomenici i znamenitosti

### Prirodne ljepote
Posušje ima i svoje prirodne ljepote, kao što su: visoka planinska ljepotica Čvrsnica (2228 m.n.v.) s endemima, među kojima se ističe Minuartia handeii iz porodice karanfila, Blidinje jezero (1200 m.n.v.), Masna Luka s više bistrih planinskih izvora i jelovom i borovom šumom, akumulacija Tribistovo, Brina – krški te donedavno čovjeku nepristupačan kanjon Ričine – i izvor Žukovice u Zagorju. Područje oko Blidinjskog jezera nalazi se u sastavu Parka prirode. Pored toga ovaj se kraj nalazi u zaleđu Jadranskog mora i ima tipično planinsko područje oko Blidinjskog jezera s planinskim obroncima te lovištem. Također je tu i nedovoljno iskorišteno područje Podbile kao vinorodnog područja općine. Danas izrazito malo naseljeno.

## Obrazovanje
U samom središtu općine nalazi se osnovna škola Ivana Mažuranića koja je jedna od najbrojnijih osnovnih škola u Bosni i Hercegovini. Pored te osnovne škole gradi se nova osnovna škola u južnom dijelu grada. U Posušju se nalazi i glazbena osnovna škola. Od srednjoškolskih ustanova valja izdvojiti opću gimnaziju fra Grge Martića.

## Mediji
- Radio Posušje
- Radio Plus

## Kultura
Na ovom području nalazi se dosta kulturno-povijesnih spomenika, među kojima se ističu stare gradine iz neolitika i ilirskog doba, rimska utvrda u Gradcu, ostatci rimskih cesta, preko 20 latinskih natpisa na kamenu, ranokršćanska bazilika iz 4. stoljeća, otkrivena i konzervirana 1971. – 1976., i skoro u svakom selu po najmanje jedna nekropola sa stećcima kao srednjovjekovnim nadgrobnim spomenicima.
U Rastovači kraj Posušja rođen je fra Grgo Martić, poznati franjevac i glasoviti pjesnik, koji se proslavio svojim Osvetnicima, Posvetnicima i Zapamćenjima. Glasovit je i njegov prosvjed, pročitan na Berlinskom kongresu: ”... čujemo da Srbija ište Bosnu za se, mi katolici uopće protiv toga ustajemo, budući da Srbija iza sedamdeset godina svoje uprave u svojoj zemlji nije napredovala, a drugo osobito što je tako intolerantna prema katoličanstvu, da dosada nije dozvolila izgraditi nijednu katoličku crkvu, nego i sada u Beogradu tiha se sveta misa služi u jednoj sobi u konzulatu austrijskom. Zato protestiramo”. U posuškom kraju svjetlo dana ugledao je i fra Petar Bakula, graditelj, pisac i znanstvenik. Ovaj je duhovnik napisao 27 djela, od kojih je najpoznatije Topografsko-historijsko šematizam franjevačke kustodije i apostolskog vikarijata u Hercegovini za godinu gospodnju 1867.
U Posušju se održava kiparska manifestacija Kamendani.
Kulturna manifestacija Posuško lito.
U Posušju djeluju i dvije radio postaje. Radio Posušje i Radio Plus. Radio Posušje je počelo s radom 1984. godine. Radio Plus je osnovan polovicom 2007. godine.

## Šport
U Posušju postoji više športskih klubova. HŠK Posušje, ŽNK Inter Posušje, KK Posušje, Taekwondo klub Poskok, Kickboxing klub Grom, teniski klub, karataški, kuglački i dva boćarska kluba. HŠK Posušje igra na stadionu Mokri Dolac, kapaciteta 8000 sjedećih mjesta dok košarkaši nastupaju u novosagrađenoj dvorani kapaciteta oko 2500 mjesta. 
Navijači posuških klubova su Poskoci. U Posušju je također 2006. osnovan i golf klub "Posušje".
Od 2013. održava se Streetball Posušje.

## Župe
Danas se na području općine Posušje nalazi 7 župa od kojih u 4 djeluju svjetovni svećenici a u 3 franjevci. Vanjske granice župa uglavnom se poklapaju s administrativnim granicama općine Posušje. Župe se nalaze u Mostarsko-duvanjskoj biskupiji.

## Vanjske poveznice
- Općina Posušje